# ひぐらしのなく頃に 皆回し編
ひぐらしのなく頃に 皆回し編（ひぐらしのなくころに みなまわしへん）は、アニメイトTVで配信中のインターネットラジオの番組である。2008年1月23日に終了した『ひぐらしのなく頃に 皿回し編』の後続番組。パーソナリティは中原麻衣と雪野五月で、毎2回ずつ交代している。

## パーソナリティ
- 中原麻衣（竜宮レナ役）
- 雪野五月（園崎魅音役・園崎詩音役）

## 配信の概要
- 配信期間：2008年4月10日 - 2008年12月10日

## 番組のコーナー
- 雛見沢郵便局
- 興宮署第一取り調べ室
- ○○と書いて前原圭一と読む!

## 各回の概要
- 第1回
  - パーソナリティ：中原麻衣（竜宮レナ役）
  - ゲスト：保志総一朗（前原圭一役）
- 第2回
  - パーソナリティ：中原麻衣（竜宮レナ役）
  - ゲスト：保志総一朗（前原圭一役）
- 第3回
  - パーソナリティ：雪野五月（園崎魅音役・園崎詩音役）
  - ゲスト：かないみか（北条沙都子役）
- 第4回
  - パーソナリティ：雪野五月（園崎魅音役・園崎詩音役）
  - ゲスト：かないみか（北条沙都子役）
- 第5回
  - パーソナリティ：中原麻衣（竜宮レナ役）
  - ゲスト：田村ゆかり（古手梨花役）
- 第6回
  - パーソナリティ：中原麻衣（竜宮レナ役）
  - ゲスト：田村ゆかり（古手梨花役）
- 第7回
  - パーソナリティ：雪野五月（園崎魅音役・園崎詩音役）
  - ゲスト：小林ゆう（北条悟史役）
- 第8回
  - パーソナリティ：雪野五月（園崎魅音役・園崎詩音役）
  - ゲスト：小林ゆう（北条悟史役）
- 第9回
  - パーソナリティ：雪野五月（園崎魅音役・園崎詩音役）・中原麻衣（竜宮レナ役）